# Substitutionserzeugnis
Ein Substitutionserzeugnis ist ein Erzeugnis, das gleiche oder ähnliche Funktionen – unter Umständen besser – erfüllen kann, wie ein anderes betrachtetes Erzeugnis. Es hat damit das Potenzial, das betrachtete Erzeugnis zu ersetzen oder gar abzulösen.